# Bessa

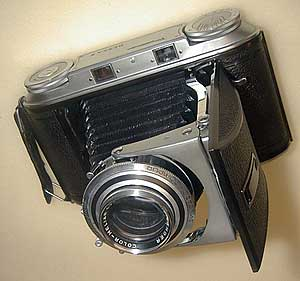
Bessa II 1950 года с объективом Color-Heliar.

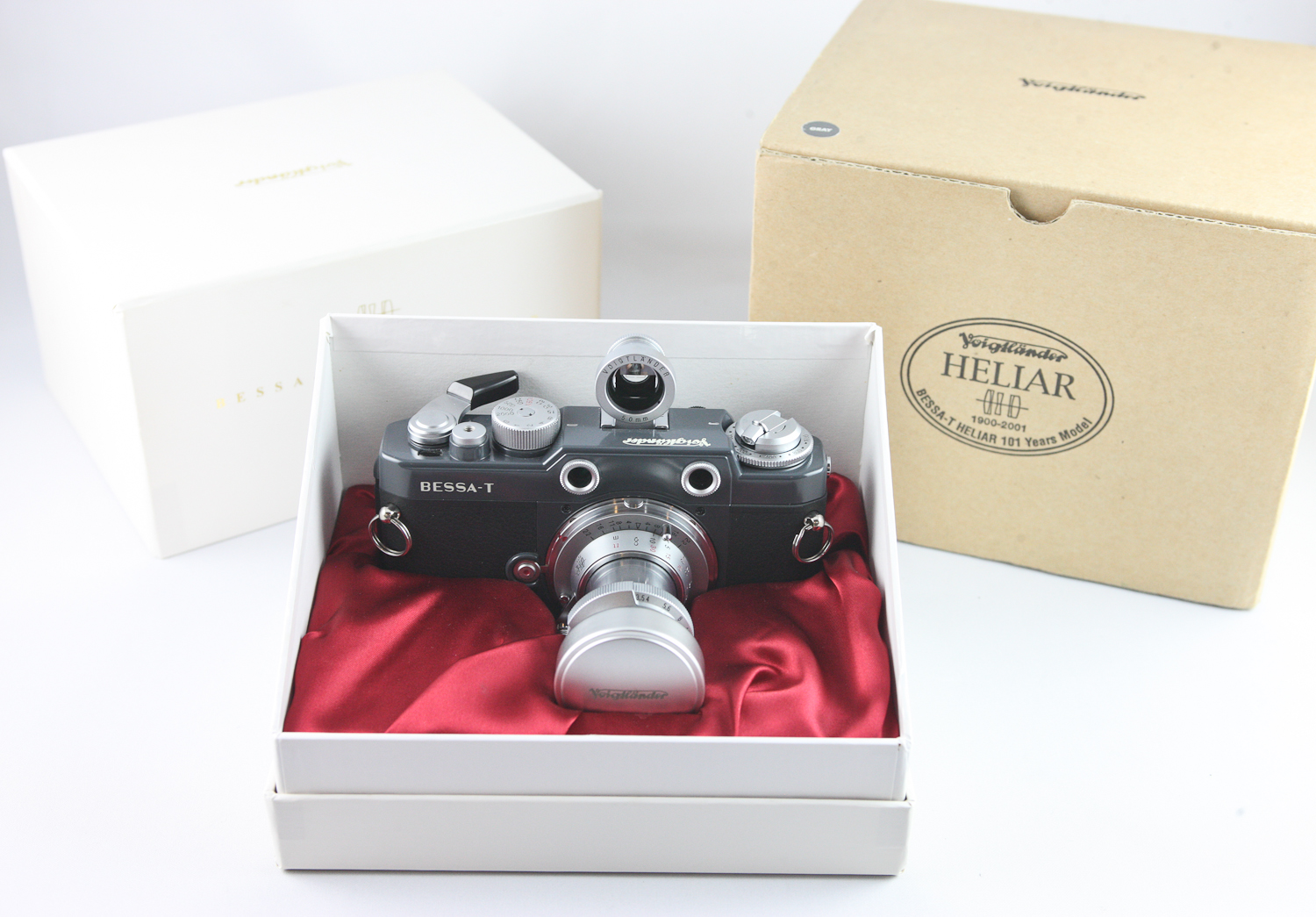
Bessa T с байонетом Leica M.

Bessa, Bessamatic — марка фотоаппаратов.
Торговая марка Bessa изначально принадлежала фирме Voigtländer. Впоследствии, после потери компанией самостоятельности, марка была использована несколькими новыми владельцами.
Под данной маркой выпускались фотоаппараты:
- Bessa (складные) — размер кадра 6×9 см. Производились в Германии компанией Voigtländer в 1930-е и 1950-е годы.
- Bessa 46 и Bessa 66 — складные с размером кадра 6×6 см 4,5×6 см. Производились в Германии комппанией Voigtländer в 1930-е и 1940-е годы.
- Bessamatic — серия фотоаппаратов для плёнки типа 135 с центральным затвором. Производились в Германии комппанией Voigtländer в конце 1950-х и 1960-х.
- Bessa — современная версия. Производится в Японии компанией Cosina.
- Bessa III — складная камера с размером кадра 6×7 см и 6×6 см. 2008 год.

## Bessa (складные)
Серия дальномерных фотоаппаратов. Первая версия (Bessa I) производилась с 1936 года по 1939 год. Размер кадра 6×9 см. До Второй мировой войны выпускались с объективами Helomar, Skopar или Heliar. Затвор Compur Rapid компании Deckel, выдержки T, B, 1-1/400 сек.
В 1950 году производство Bessa (Bessa II) возобновилось. Устанавливались объективы Skopar, Heliar и Apo-Lanthar.

## Bessa 46 и Bessa 66

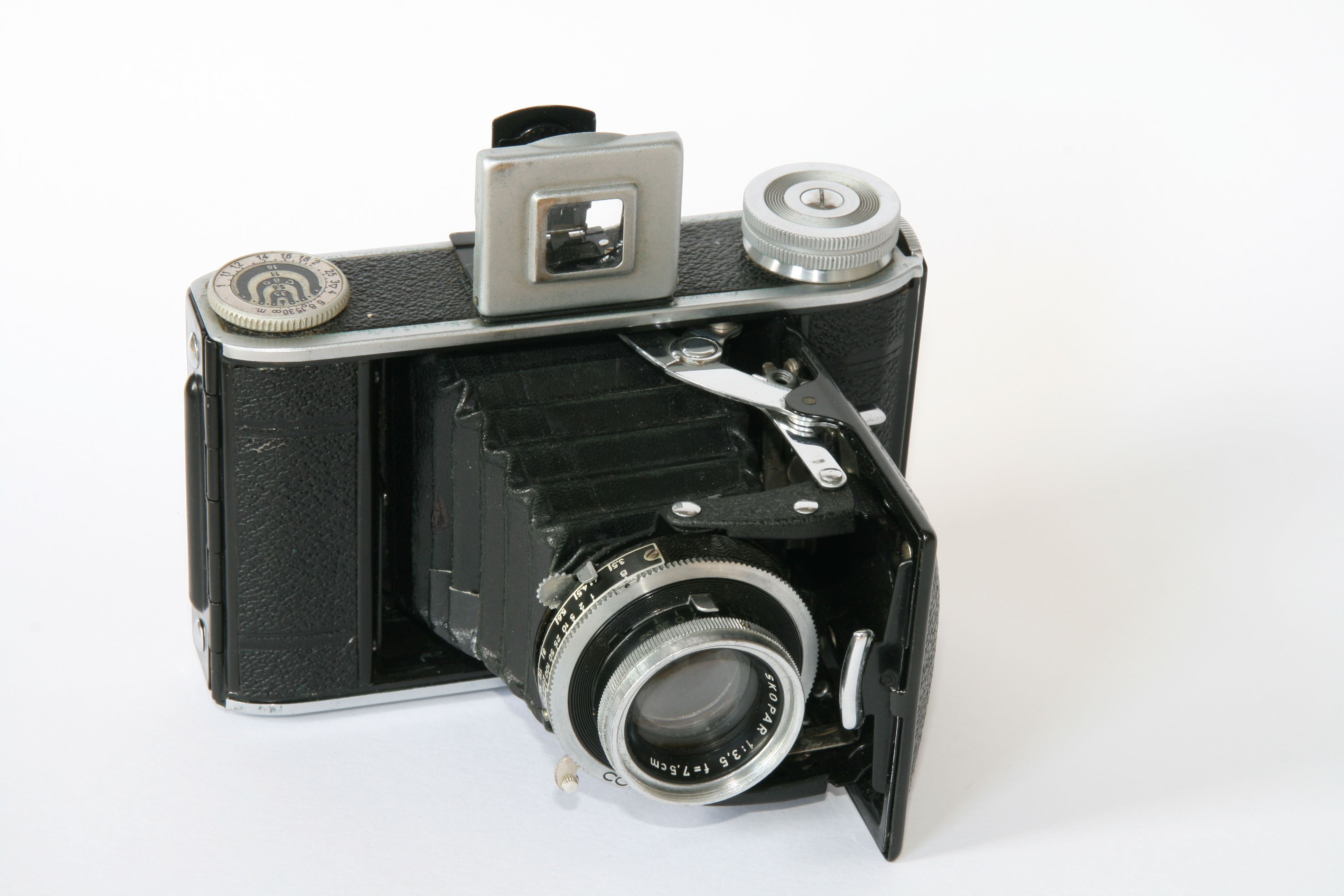
Bessa 66 в шкальном варианте.

Bessa 66 (Baby Bessa) производилась с 1938 года в двух версиях — дальномерная и шкальная. Производство прекратилось в 1940 году. После войны Baby Bessa производилась с 1948 года по 1950 год. Размер кадра 6×6 см. Объективы Skopar 75 мм f/3,5 или Color Heliar 75 мм f/3,5. Затвор Compur. Выдержки В и до 1/300 сек.

## Bessamatic

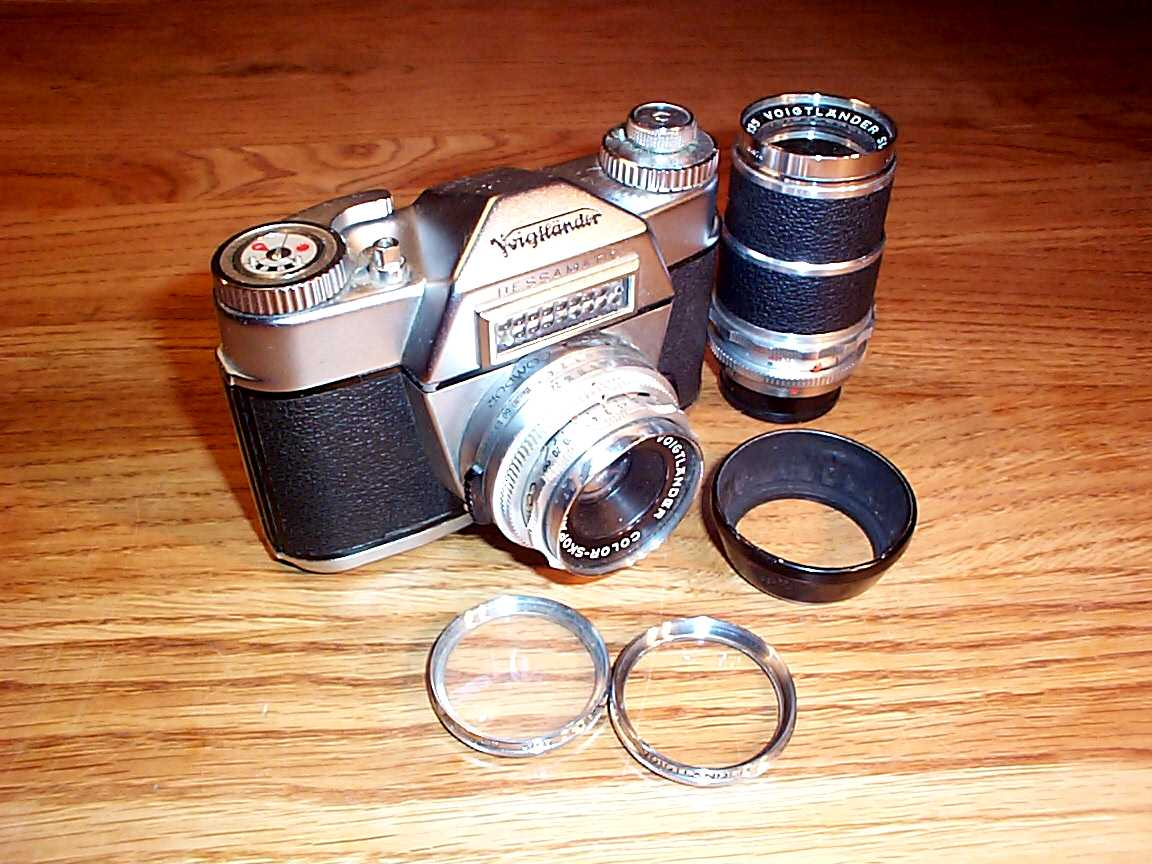
Bessamatic

Камера Bessamatic, разработанная под руководством Вальтера Сварофски (нем. Walter Swarofsky), выпускалась с 1959 года. Однообъективный зеркальный фотоаппарат с центральным залинзовым затвором и сменными объективами. Вес камеры 0,935 кг. Наводка на резкость по клиньям Додена. Встроенный селеновый экспонометр. Фотоэлементы экспонометра над объективом.
В 1962 году была представлена версия Bessamatic deluxe. В 1964 году начала производиться версия Bessamatic m, а с 1967 года по 1969 год выпускалась версия Bessamatic CS с TTL-экспонометром на сульфиде кадмия (CdS). Появился башмак для крепления аксессуаров.
Для Bessamatic производились объективы с фокусным расстоянием от 35 мм до 300 мм.
Фотоаппарат Bessamatic являлся образцом при конструировании советского фотоаппарата «Зенит-4».

## Bessa (35 мм)

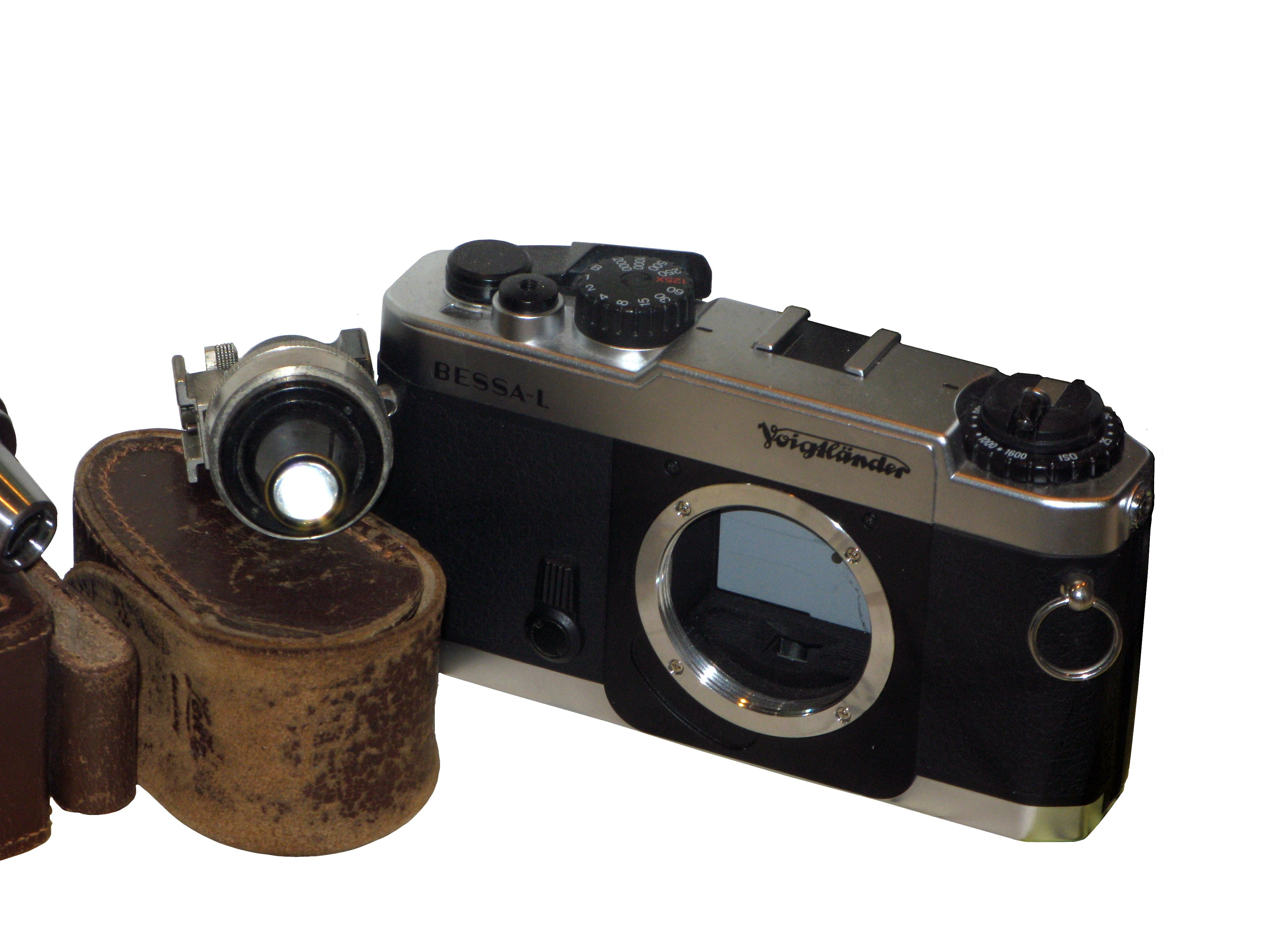
Bessa L с резьбовым креплением М39×1/28,8 и съёмный видоискатель

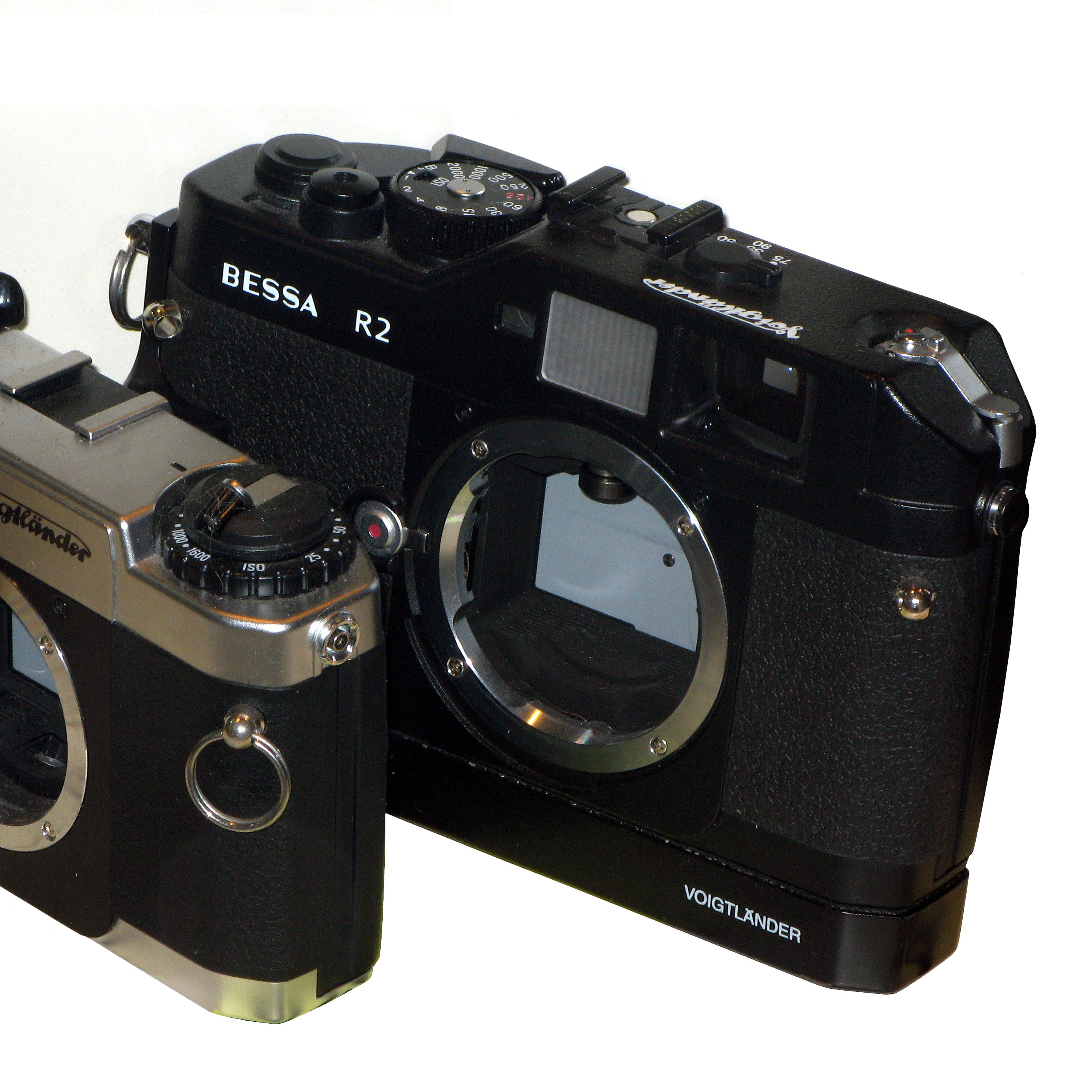
Bessa R2

В 1999 году начала выпускаться камера Bessa L. Без видоискателя. Крепление объектива М39. Предназначалась для сверхширокоугольных объективов с фокусным расстоянием 12—25 мм).
В 2000 году была представлена Bessa R, с дальномером, совмещённым с видоискателем. резьбовым креплением М39×1/28,8. Механическая камера в пластиковом корпусе.
В 2001 году вместо Bessa L начала выпускаться версия Bessa T с байонетом Leica M. Без видоискателя.
В 2002 году Bessa R2 заменила версию Bessa R. Байонет Leica M. Корпус из магниевого сплава. В этом же году начались продажи Bessa R2S и Bessa R2C с байонетом Nikon S и байонетом Contax. R2S и R2C сняты с производства в 2005 году. Bessa R2 выпускалась фирмой Rollei под наименованием Rollei 35 RF.
В 2004 году появились Bessa R2A и Bessa R3A — камеры с электронноуправляемым затвором. Байонет Leica M. Приоритет диафрагмы. Возможность переключения в ручной режим.
- Bessa R2M, R3M — камеры с полностью механическим затвором (нет батареи, быстро разряжающейся на холоде). Производились с 2006 года.
- Bessa R4A и R4M — вариант для широкоугольных объективов.

В 2015 году производство закончено.

### Объективы Bessa
- Bessa1 15..35 mm Zoom Finder Type-A/Type-B
  - Формат 7×10"
  - Фокусное расстояние: 15..35 (15, 18, 21, 25, 28, 35)мм.
  - Габариты 42,5×49.35×64.5mm. Вес 98 г.
- Bessa1 50 mm F3.5
- Bessa1 Super Wide-Heliar 15 mm F4.5 Aspherical II

## Bessa III

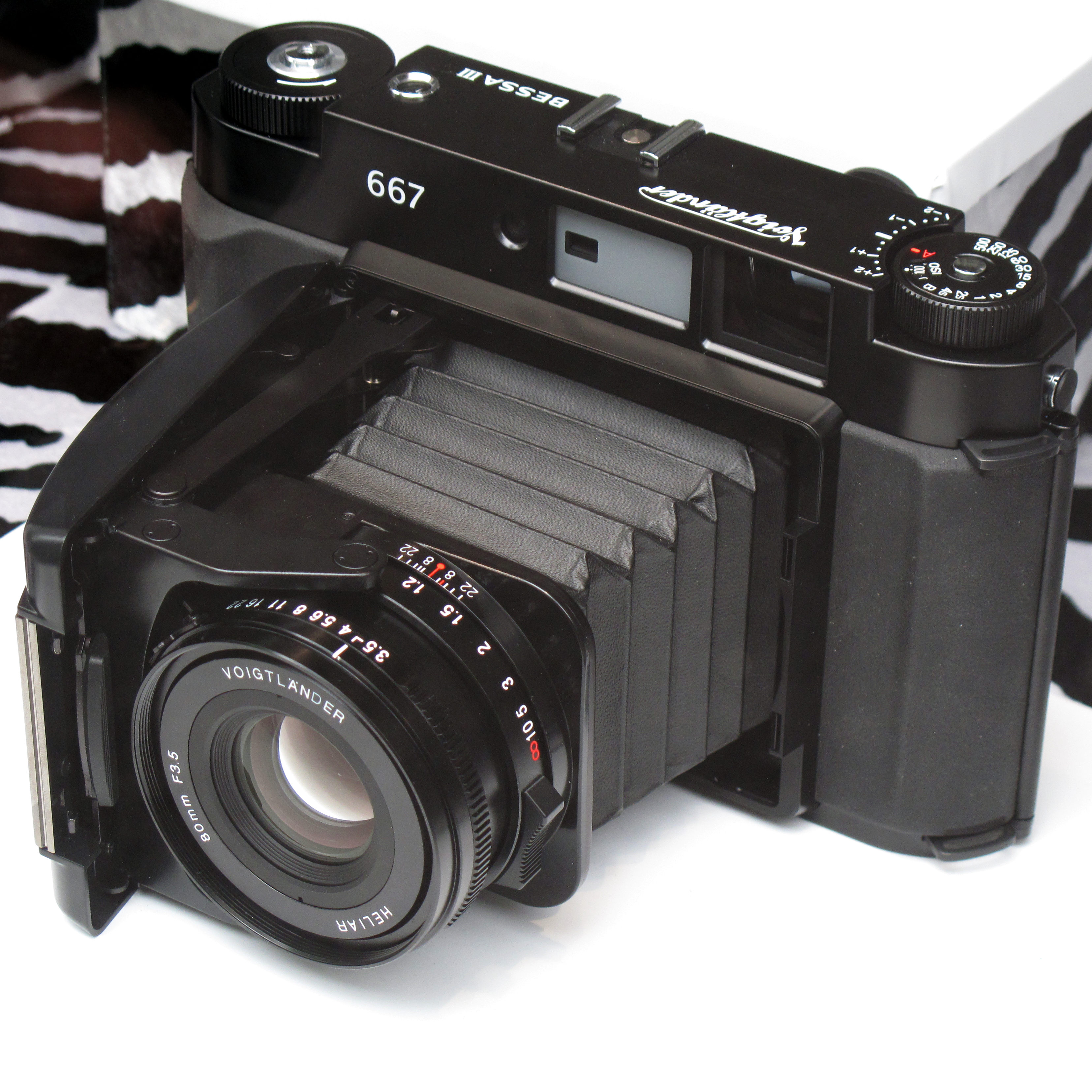
Voigtlander Bessa III 667.

Fujifilm GF670 или Voigtländer Bessa III. Камера совместно разработана компаниями Cosina и Fujifilm.
Прототип впервые представлен в 2008 году. Складная дальномерная камера для фотоплёнки типа 120 или 220. Размер кадра 6×6 см (12 или 24 кадра) или 6×7 см (10 или 20 кадров). Объективы Fujfilm Fujinon или Voigtlander Heliar 80 мм f/3,5 конструкции 6 линз в 4 группах.
В Японии будет продаваться под названием Fujifilm GF670 Professional, на экспорт — Voigtlander Bessa III 667.
Характеристики:
- имеет ручной режим и режим приоритет диафрагмы: экспокоррекция +/- 2 с шагом 1/3 EV, ISO 25 ~ 3200 с шагом 1/3 EV, выдержки 4 ~ 1/500 секунды;
- видоискатель с автоматической коррекцией параллакса, имеет световую рамку, индексирование величины диафрагмы и выдержки;
- размер 178 × 109×138 мм, а вес 1000 грамм.